# Kościół archiprezbiterialny Wniebowzięcia Najświętszej Marii Panny w Krakowie
Kościół archiprezbiterialny Wniebowzięcia Najświętszej Marii Panny, zwany także bazyliką Wniebowzięcia Najświętszej Marii Panny, bazyliką Mariacką lub kościołem Mariackim – zabytkowy, rzymskokatolicki kościół parafialny, znajdujący się w Krakowie, w dzielnicy I Stare Miasto, na Starym Mieście, na placu Mariackim, przy północno-wschodnim narożniku Rynku Głównego. Od 1962 roku posiada tytuł bazyliki mniejszej.
Świątynia jest gotycką, trójnawową, orientowaną bazyliką.

## Historia

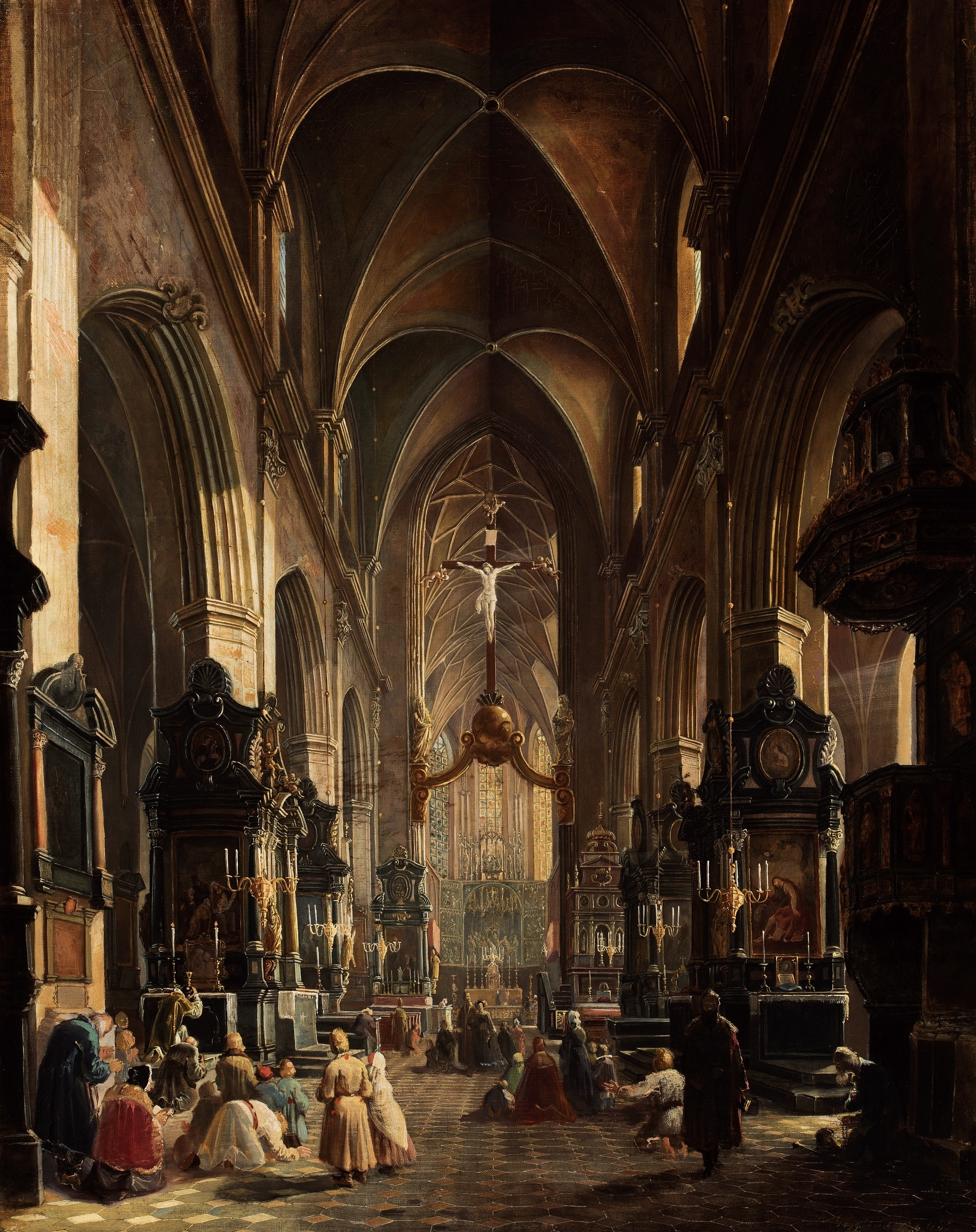
Obraz Aleksandra Gryglewskiego, Wnętrze Kościoła Mariackiego w Krakowie, 1858

Według Jana Długosza pierwszy murowany kościół w stylu romańskim został ufundowany przez biskupa krakowskiego Iwona Odrowąża w latach 1221–1222 na miejscu pierwotnej drewnianej świątyni. Wkrótce jednak budowla została zniszczona podczas najazdów tatarskich na ziemie polskie.
W latach 1290–1300 wzniesiono, częściowo na poprzednich fundamentach, wczesnogotycki kościół halowy, który konsekrowano około lat 1320–1321. Prace jednak kontynuowane były jeszcze w trzeciej dekadzie czternastego stulecia.
W latach 1355–1365 dzięki fundacji Mikołaja Wierzynka (mieszczanina krakowskiego i stolnika sandomierskiego) wzniesiono obecne prezbiterium.
Z kolei w latach 1392–1397 polecono mistrzowi Mikołajowi Wernerowi lepsze doświetlenie kościoła. Budowniczy obniżył mury naw bocznych, a w murach magistralnych wprowadził duże otwory okienne. W ten sposób halowy układ świątyni zmienił się na bazylikowy.
W 1443 (lub 1442) roku miało miejsce silne trzęsienie ziemi, które spowodowało runięcie sklepienia świątyni.
W pierwszej połowie XV wieku dobudowano kaplice boczne. Większość z nich była dziełem mistrza Franciszka Wiechonia z Kleparza. W tym też czasie podwyższona została wieża północna, przystosowana do pełnienia funkcji strażnicy miejskiej. W 1478 roku cieśla Matias Heringkan pokrył wieżę hełmem. Na nim w 1666 roku umieszczono złoconą koronę.
W końcu XV wieku świątynia Mariacka wzbogaciła się o arcydzieło rzeźbiarskie późnego gotyku – Ołtarz Wielki – dzieło Wita Stwosza.
Na początku XVI wieku polscy rajcy zaczęli domagać się spolszczenia tego kościoła, który należał do gminy niemieckiej Krakowa. W opozycji do nich stanęli niemieccy burmistrzowie miasta Cipsar, Morsztyn, Ajchler i Szyling, którzy bronili swego stanu posiadania. W spór wdał się również sejm, który w 1537 roku i pod naciskiem szlachty uznał edyktem króla Zygmunta I, żeby poranne nabożeństwa niemieckie ograniczyć do poobiednich.
W XVIII wieku na polecenie archiprezbitera Jacka Augustyna Łopackiego wnętrze gruntownie przerobiono w stylu późnego baroku. Autorem tych prac był Francesco Placidi. Wymieniono wtedy 26 ołtarzy, sprzęt, wyposażenie, ławy, obrazy, a ściany ozdobiono polichromią pędzla Andrzeja Radwańskiego. Z tego okresu pochodzi również późnobarokowa kruchta.
Na początku XIX wieku wskutek wprowadzenia austriackich przepisów sanitarnych i w ramach porządkowania miasta zlikwidowano przykościelny cmentarz. W ten sposób powstał plac Mariacki.
W latach 1887–1891 pod kierunkiem Tadeusza Stryjeńskiego, wprowadzono do wnętrza wystrój neogotycki. Świątynia zyskała nową polichromię projektu i pędzla Jana Matejki, z którym współpracowali: Stanisław Wyspiański i Józef Mehoffer – autorzy witraży w prezbiterium i nad organami głównymi.
Od początku lat 90. XX wieku prowadzone były kompleksowe prace restauracyjne, w wyniku których kościół odzyskał swój wspaniały blask. Ostatnim akcentem remontowym była wymiana pokrycia dachu w 2003 roku.
18 kwietnia 2010 roku w kościele Mariackim odbyła się uroczystość pogrzebowa tragicznie zmarłego prezydenta RP Lecha Kaczyńskiego i jego żony Marii, których trumny następnie pochowano w jednej z krypt katedry na Wawelu.

## Architektura zewnętrzna

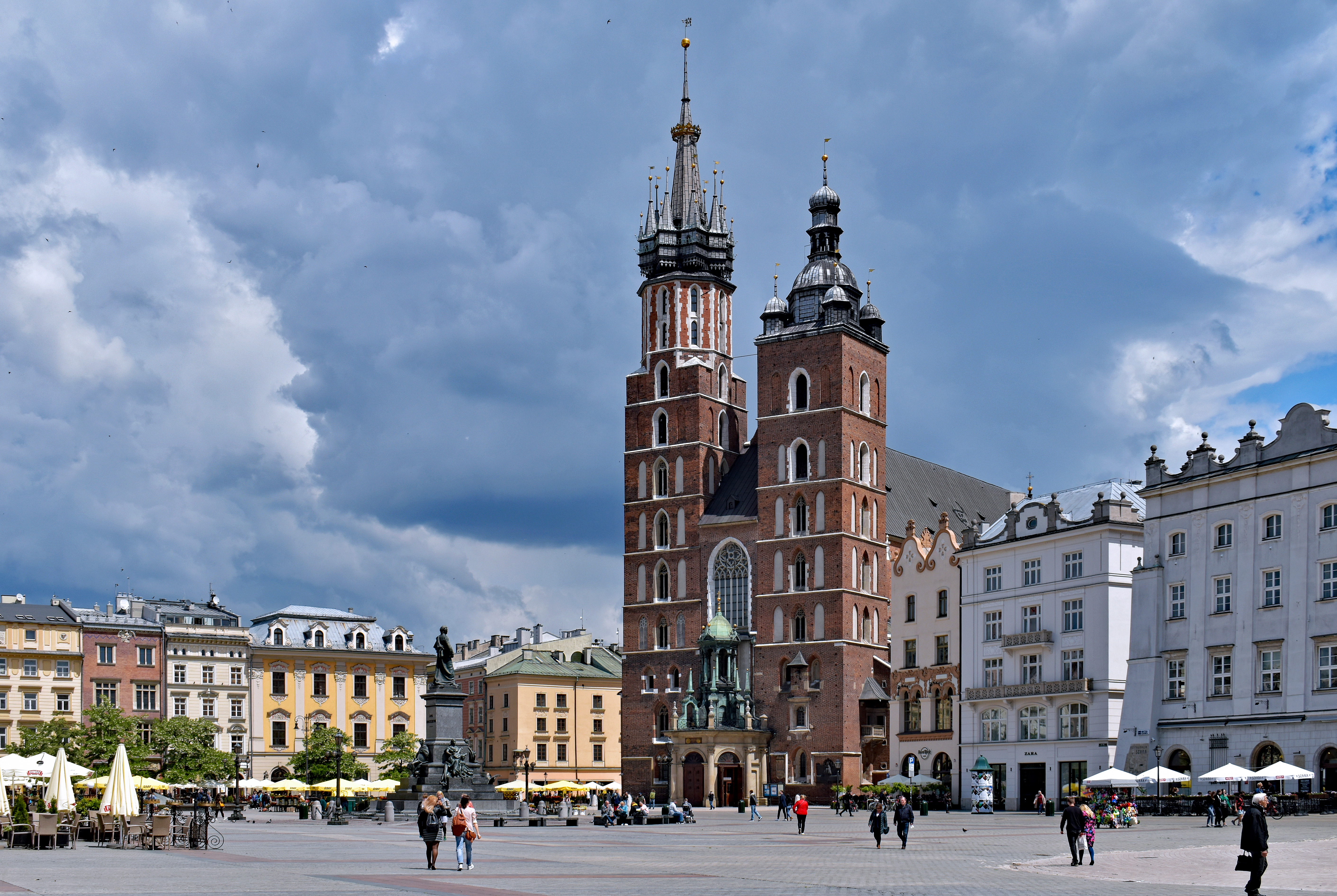
Kościół od strony południowo-zachodniej

Obecny kształt nadała kościołowi przebudowa na układ bazylikowy, która miała miejsce w latach 1392–1397.

### Wieże
Fasada świątyni ujęta jest w dwie wieże:
Wieża wyższa, zwana Hejnalicą, ma 82 metry wysokości. Zbudowana jest na planie kwadratu, gdzie na wysokości dziewiątej kondygnacji przechodzi w ośmiobok, przepruty ostrołukowymi wnękami, mieszczącymi dwie kondygnacje okien. Wieżę nakrywa gotycki hełm, będący dziełem mistrza Matiasa Heringkana z 1478. Hełm składa się z ośmiobocznej zaostrzonej iglicy, otoczonej wieńcem ośmiu niższych wieżyczek. Na iglicy umieszczona została w 1666 złocona korona o średnicy 2,4 m i wysokości 1,3 m. Z wieży, z wysokości 54 metrów, grany jest co godzinę Hejnał Mariacki. Jest on jednym z symboli Krakowa. U podnóża, od strony północnej, znajduje się prostokątna przybudówka, mieszcząca kamienne schody, prowadzące do wnętrza wieży. Jesienią 1912 roku przystąpiono do restauracji wieży. Roboty prowadził prof. Zubrzycki, a z ramienia magistratu nadzorował inż. Rzymkowski. Zdjęto wówczas górną część wieży: banie, chorągiew i złoconą koronę. Restauracją ich zajęła się krakowska firma H. Sztorca.
Za wejściem na wieżę zwraca uwagę duża, odlana w brązie tablica, przedstawiająca wjazd króla Jana III Sobieskiego. Została ona wykonana na podstawie projektu rzeźbiarza Piusa Welońskiego w 1883 dla uczczenia 200. rocznicy odsieczy wiedeńskiej. Na wieży znajduje się dzwon zegarowy z 1530 (ton uderzeniowy d’, średnica 165 cm).
W 2013 ze względu na zły stan techniczny wieżę zamknięto dla zwiedzających. Ponowne jej udostępnienie nastąpiło w kwietniu 2015, po zakończeniu prac związanych z montażem nowej instalacji elektrycznej, grzewczej oraz wodno-kanalizacyjnej oraz po zamontowaniu nowej – metalowej – klatki schodowej.
Wieża niższa, o wysokości 69 metrów, przeznaczona jest na dzwonnicę kościelną. Wzniesiona na planie kwadratu, posiada wyraźnie zaznaczony na całej wysokości gzymsami i oknami, podział kondygnacyjny. Na piętrze znajduje się renesansowa kaplica pod wezwaniem Nawrócenia św. Pawła (Kaufmanów). Na zewnątrz obok okna kaplicy, pod trójspadowym daszkiem jest zawieszony dzwonek „za konających”, odlany przez Kacpra Koerbera z Wrocławia w 1736. Wieżę nakrywa późnorenesansowy hełm, wykonany w 1592, składający się z eliptycznej kopuły, osadzonej na ośmiobocznym bębnie i zwieńczoną ażurową latarnią. W narożnikach ustawione są cztery mniejsze kopułki na niskich, sześciobocznych podstawach. Zawieszony jest w nim dzwon zegarowy z 1530 (średnica 135 cm), obecnie nieużywany.

### Elewacja zewnętrzna
W wysmukłych murach prezbiterium znajdują się wydłużone, ostrołukowe okna, ozdobione są motywami roślinnymi, a klucze rzeźbami figuralnymi o tematyce symbolicznej. Równie bogatą dekorację rzeźbiarską prezentuje 21 figur, umieszczonych na konsolach, podtrzymujących gzyms wieńczący mury magistralne budowli. Na ścianie kaplicy pw. św. Jana Nepomucena znajduje się zegar słoneczny wykonany w technice sgraffitowej przez Tadeusza Przypkowskiego w 1954 roku.

### Kruchta
Do wnętrza świątyni, od strony frontowej, prowadzi barokowa kruchta. Powstała w latach 1750–1753, według projektu Franciszka Placidiego. Kształt jej jest wzorowany na formie architektonicznej Grobu Chrystusa. Drewniane drzwi ozdobione zostały rzeźbionymi głowami proroków, apostołów i polskich świętych. Wykonał je w 1929 Karol Hukan.
Ponad kruchtą znajduje się wielkie, ostrołukowe okno z witrażami, projektowanymi przez Józefa Mehoffera i Stanisława Wyspiańskiego. Dekoracyjny podział okna wykonano w 1891, według koncepcji Jana Matejki.

### Kuna
Przy wejściu do bazyliki, od strony placu Mariackiego, zamontowana jest kuna (tzw. obręcz pokutników), którą zakładano dawniej na głowy szczególnych grzeszników. Obręcz pokutników była zamontowana na takiej wysokości, aby skazany na nią nie mógł ani wyprostować się, ani uklęknąć, co miało tym bardziej uprzykrzyć karę. Przez wieki poziom płyty placu podniósł się i obecnie obręcz znajduje się niewiele ponad ziemią.

## Wnętrze

### Prezbiterium

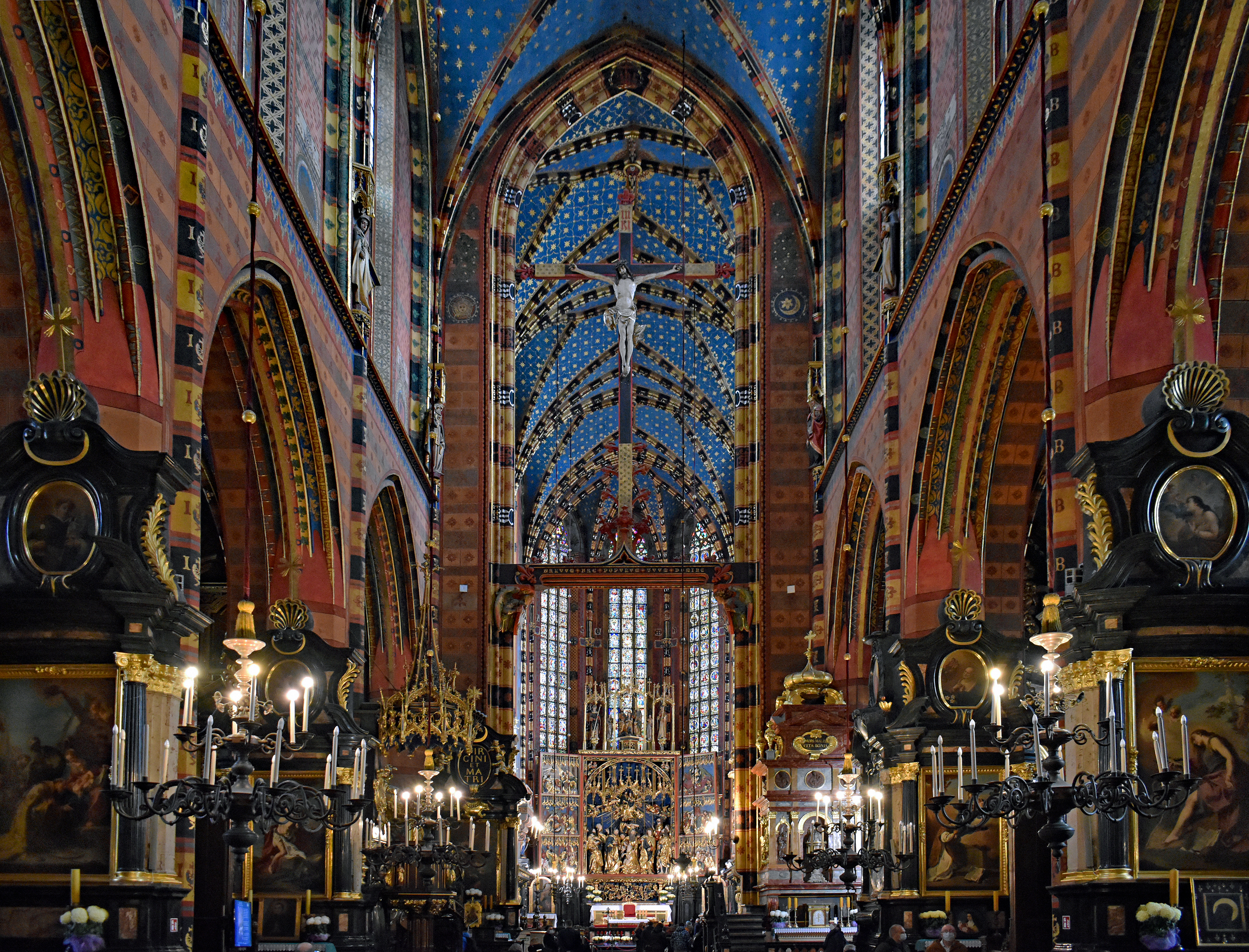
Nawa główna

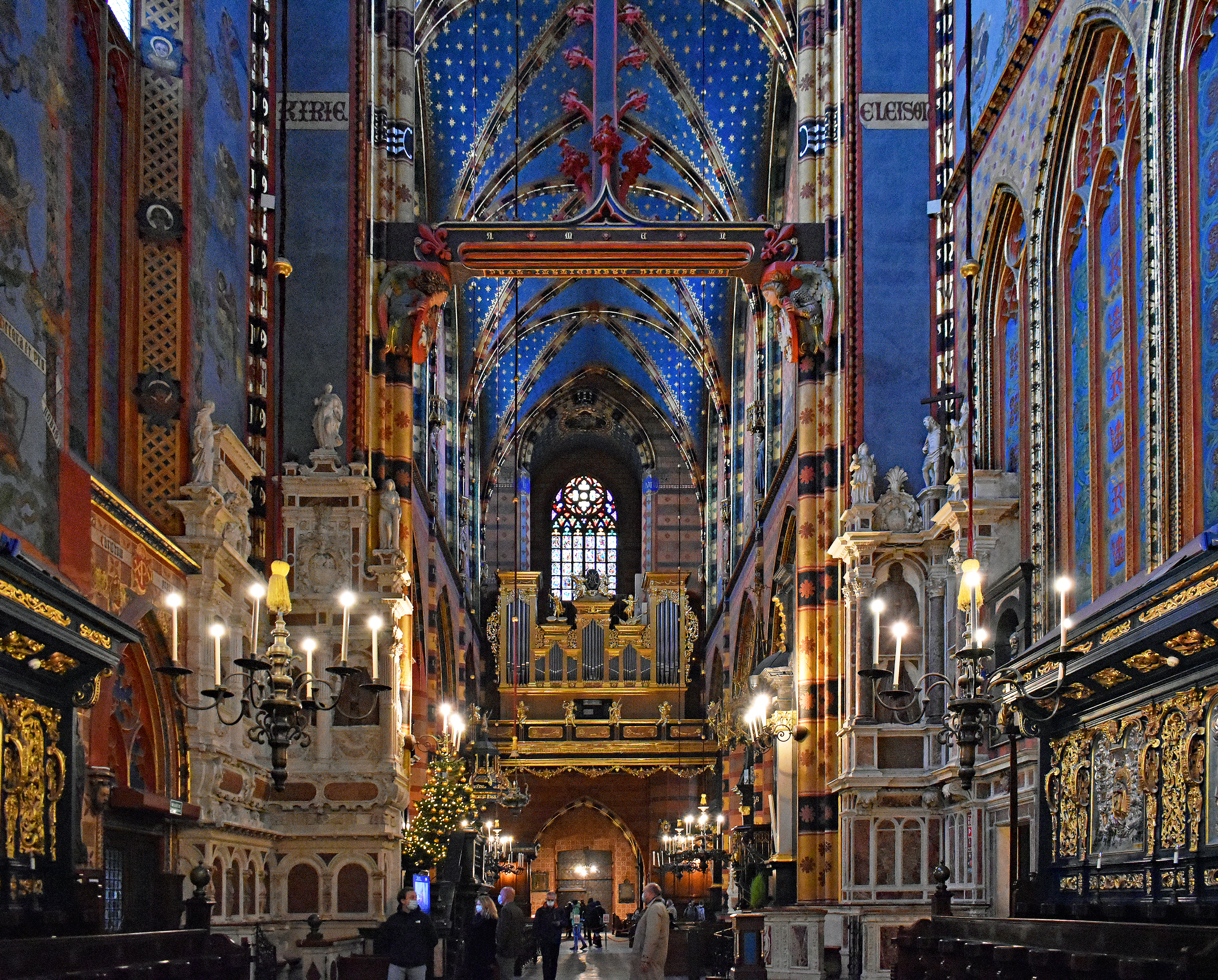
Nawa główna widziana od ołtarza

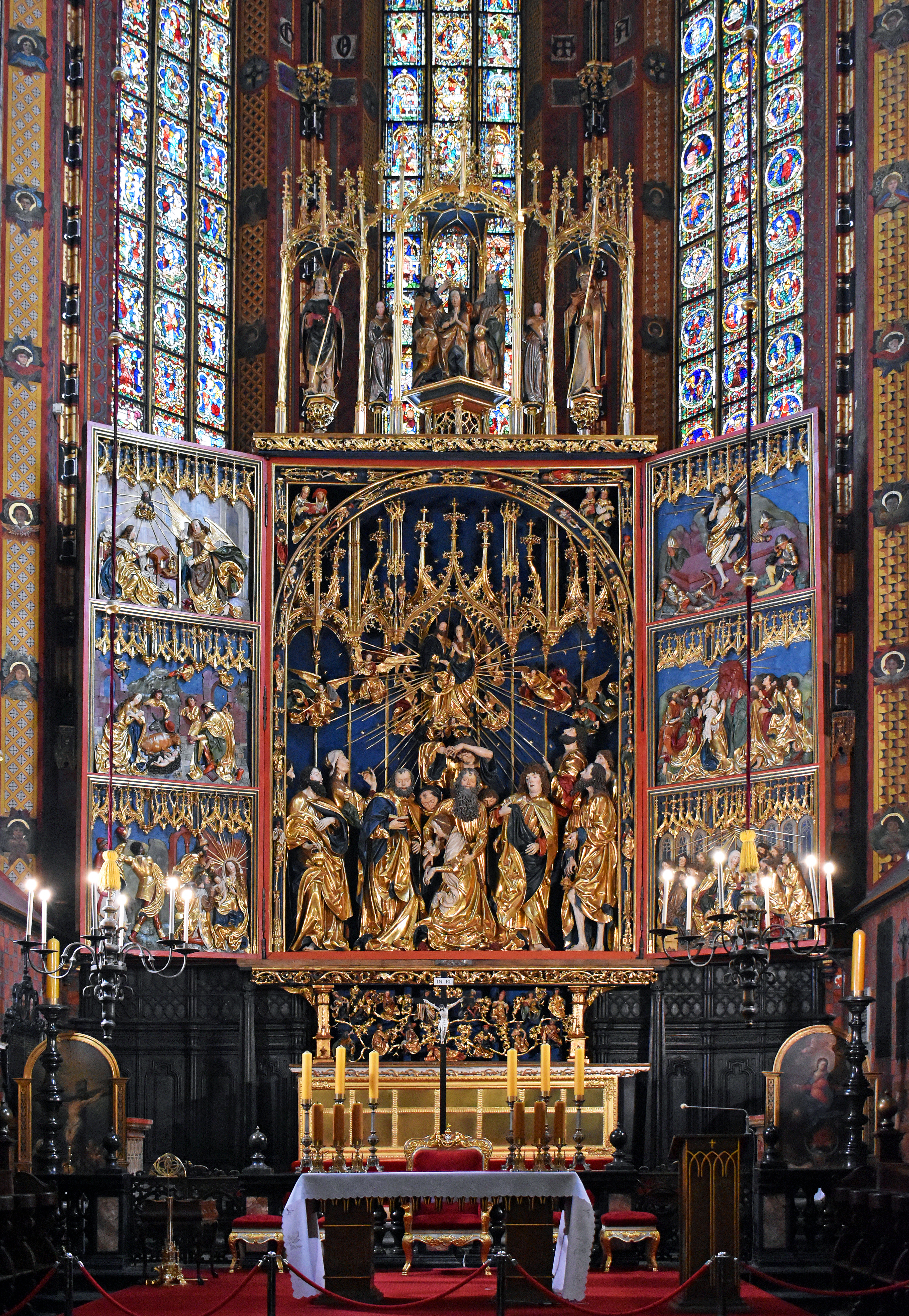
Ołtarz Wita Stwosza

Prezbiterium nakryte jest sklepieniem gwiaździstym, wykonanym przez majstra Czipsera w 1442. Na zwornikach żeber widnieją herby: Polski, Krakowa oraz biskupa Iwo Odrowąża – fundatora pierwszej świątyni Mariackiej. W przyściennych niszach ustawiono posągi proroków: Jeremiasza, Daniela, Dawida, Ezechiela, Jonasza i Izajasza. Wykonał je w 1891 krakowski rzeźbiarz Zygmunt Langman.
Ściany zdobi polichromia wykonana w latach 1890–1892 przez Jana Matejkę. Przy jej realizacji współpracowało z mistrzem wielu jego uczniów, później znanych i wybitnych malarzy, m.in.: Antoni Gramatyka, Edward Lepszy, Stanisław Bańkiewicz, Józef Mehoffer, Stanisław Wyspiański. Rysunki techniczne wykonał Tomasz Lisiewicz, a roboty pozłotnicze są dziełem Michała Stojakowskiego. Witraże w tej części kościoła są autorstwa Józefa Mehoffera, Stanisława Wyspiańskiego i Tadeusza Dmochowskiego.
Po obu stronach prezbiterium ustawiono nakryte baldachimami stalle. Wykonane zostały w 1586, a następnie w 1635 uzupełniono je zapleckami, które Fabian Möller ozdobił płaskorzeźbami ze scenami z życia Chrystusa i Marii. Na stallach prawych przedstawienia: Drzewa Jessego, Narodzin Marii, Ofiarowania Marii, Zaślubin ze św. Józefem, Zwiastowania, Nawiedzenia św. Elżbiety oraz Bożego Narodzenia. Na stallach północnych (lewych) znajdują się rzeźby: Obrzezanie, Hołd Trzech Króli, Ofiarowanie Jezusa w świątyni, Pożegnanie z Matką, Zmartwychwstały Chrystus ukazuje się Marii, Wniebowzięcie Matki Boskiej, Koronacja oraz Matka boska z dzieciątkiem w otoczeniu symboli z Litanii Loretańskiej.
Na chórku organy 12-głosowe.
Prezbiterium zakończone jest apsydą, którą oddziela od reszty kościoła, wykonana w brązie, balustrada z dwiema ażurowymi bramkami. Uchylne drzwiczki zdobią herby: Krakowa oraz archiprezbiterów kościoła – Klośnik i Prawdzic. Witraże w absydzie pochodzą z lat 1370–1400, a wykonał je mistrz Mikołaj, zwany vitreator de Cracovia. Obejmują one dwa cykle tematyczne: Księgę Genesis według Starego i Nowego Testamentu oraz sceny związane z życiem Jezusa i Marii.

### Ołtarz główny
Ołtarz główny dedykowany Marii zdobi wielkie późnogotyckie retabulum wykonane w latach 1477–1489 przez Wita Stwosza, który jest chef d’oeuvre artysty Krakowa i Norymbergi. Liczący ok. 13 × 13 m poliptyk, składa się z głównego korpusu – szafy z pełnoplastycznymi rzeźbami tworzącymi dwie sceny – Zaśnięcie i Wniebowzięcie Panny Marii, dwóch par skrzydeł ruchomych i nieruchomych. Kontynuacją głównego wątku jest umieszczona na zwieńczeniu Koronacja NMP w asyście dwóch głównych patronów Polski – świętych Stanisława i Wojciecha. Na skrzydłach bocznych rozmieszczono płaskorzeźbione przedstawienia tworzące dwa cykle z życia Marii i Jezusa Chrystusa. Podstawę tworzy predella z wątkiem Drzewa Jessego.

### Korpus nawowy
Korpus nawowy tworzy nawa główna z parą naw bocznych, do których przylegają kaplice. Korpus składa się z czterech przęseł, wewnątrz nakryty jest sklepieniem krzyżowo-żebrowym z wyjątkiem wzniesionych później kaplic, których sklepienia mają zróżnicowany układ żeber.

#### Nawa główna

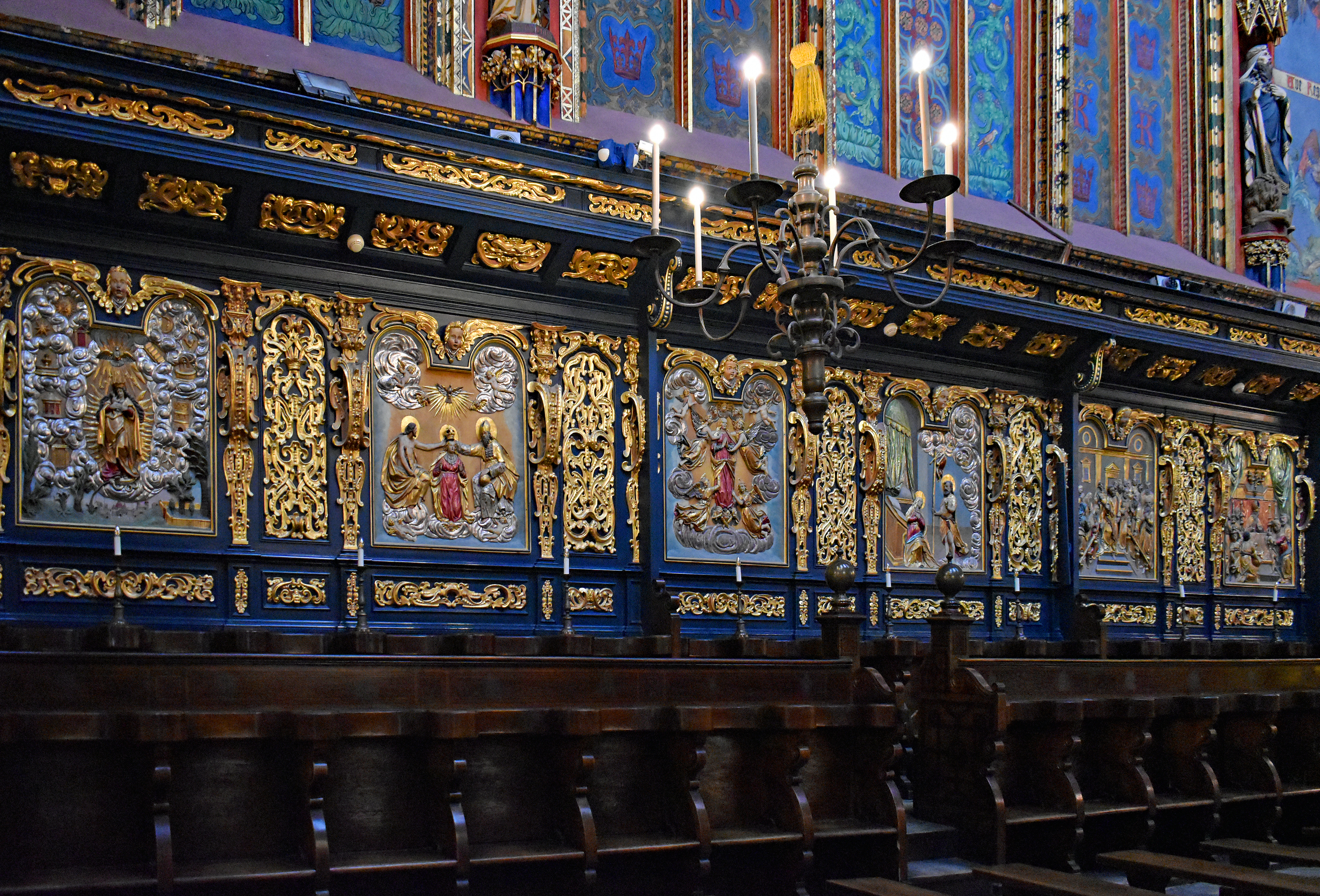
Stalle, zaplecki wykonał w 1635 gdańszczanin Fabian Möller.

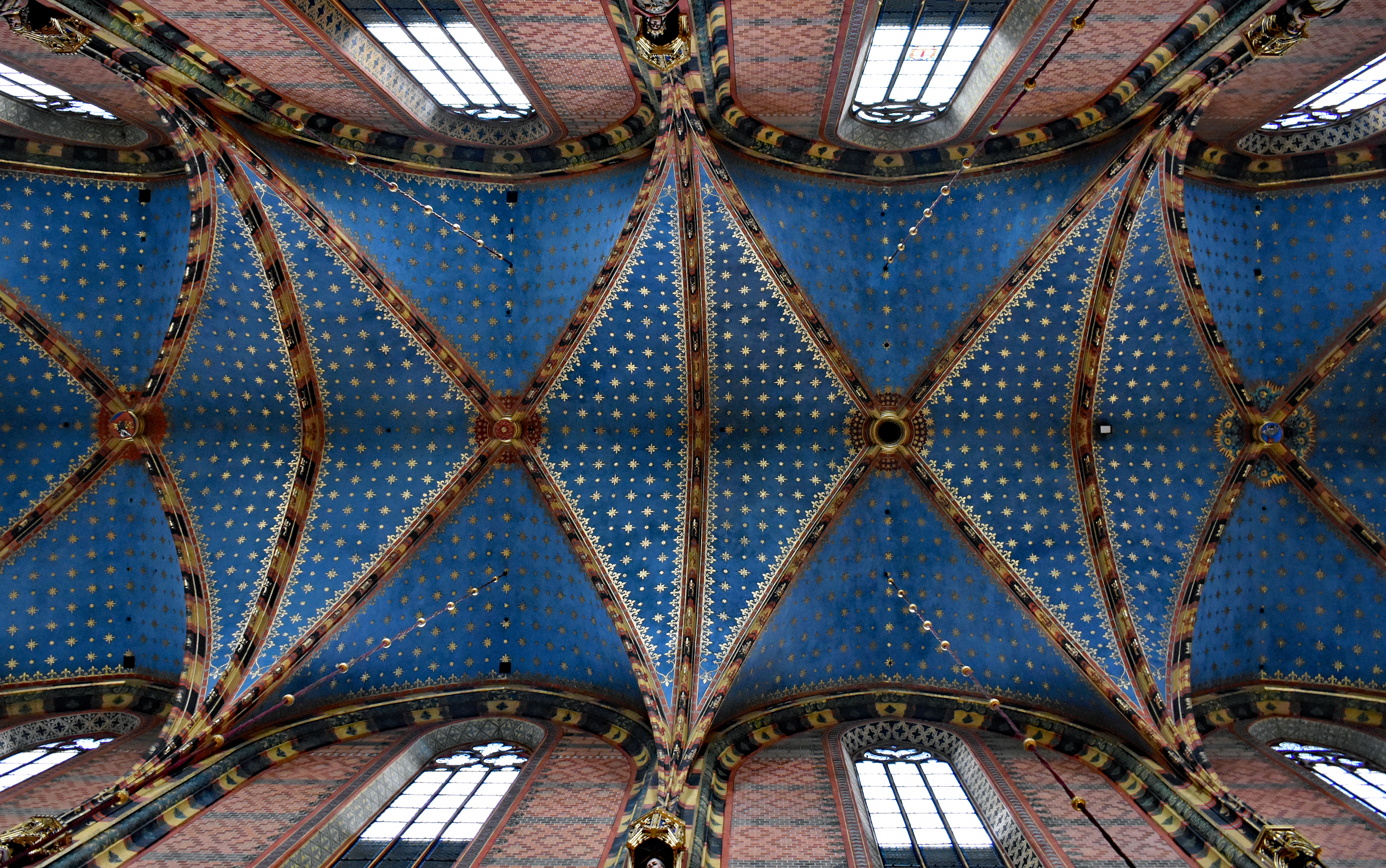
Sklepienie nawy głównej

Nawa główna o wysokości 28 metrów nakryta jest sklepieniem krzyżowo-żebrowym. Polichromię wykonali w latach 1890–1892 Jan Matejko, Józef Mehoffer i Stanisław Wyspiański, który zaprojektował również witraże.
Nad obiegającym nawę gzymsem umieszczone są drewniane posągi: św. Stefana, św. Kingi, św. Stanisława Kostki, św. Kazimierza, św. Jadwigi Andegaweńskiej, św. Urszuli, św. Jacka, św. Wojciecha, bł. Salomei i bł. Bronisławy. Rzeźby są dziełem Zygmunta Langmana z początku XX wieku.
Przy filarach, dzielących nawę główną od bocznych, znajdują się XVIII-wieczne, późnobarokowe ołtarze. Umieszczono w nich obrazy: Giovanni Battisty Pittoniego, Jakuba Martensa, Hansa Suessa z Kulmbachu, Łukasza Orłowskiego i innych.
Przy głównym wejściu oraz obok ołtarzy znajdują się nakryte baldachimami stalle radnych, ławników, syndyków i możnych rodów krakowskich z XVII wieku. Nawę główną i prezbiterium dzieli, umieszczony na tęczy (projektu Jana Matejki), krucyfiks – dzieło uczniów Wita Stwosza.
Część wschodnia korpusu nawowego mieści kilka dzieł sztuki, m.in. cyborium Jana Marii Padovano oraz kilka ołtarzy. Nad wejściem chór z organami 56-głosowymi opatrzonymi w ozdobną obudowę.

#### Ambony
W nawie głównej znajdują się dwie ambony.
- przy pierwszym filarze międzynawowym po stronie południowej barokowa ambona z 1676 r. ufundowana przez ks. Stanisława Grodzkiego.

Na parapecie płaskorzeźbione postacie czterech ewangelistów. W zaplecku Chrystus, a na parapecie schodów Ojcowie Kościoła: św. Hieronim, św. Ambroży, św. Augustyn, i św. Grzegorz. Nad bramką wiodącą na schody – barokowy obraz św. Tomasza z Akwinu. Ambona jest zwieńczona baldachimem w kształcie latarni opiętej wolutami, na szczycie figura św. Jana Chrzciciela.
- przy trzecim filarze międzynawowym po stronie północnej ambona neogotycka wsparta na słupie wykonana w 1898 r. przez Walentego Wisza[9] według własnego projektu, na zlecenie infułata Józefa Krzemińskiego.

Korpus ambony ozdobiony jest figurami Ewangelistów i Ojców Kościoła, pod korpusem, głowy symboli czterech ewangelistów. Na ambonę wiodą kręcone, ażurowe schodki. Pomiędzy tralkami płyciny zdobione są płaskorzeźbionymi wyobrażeniami siedmiu grzechów głównych przedstawionych pod postaciami zwierząt:
- żółw – lenistwo;
- dwa walczące smoki – gniew;
- smok pożerający jaszczurkę – obżarstwo;
- smok – chciwość;
- dwie małpy – nieczystość;
- wąż – zazdrość;
- paw – pycha.

Na tralkach widnieją:
- data ukończenia ambony w postaci dużych złoconych cyfr: 1 8 9 8
- podpis artysty: Wit Wisz

Balustrada jest zakończona motywem węża z jabłkiem w pysku. Na podstawie ambony napis fundacyjny z sygnaturą artysty Facit Vitus Visz Cracoviae AD 1898. Baldachim z bogatą dekoracją rzeźbiarską, w podniebiu rzeźba Ducha Świętego pod postacią gołębicy.

#### Nawa północna
Po stronie północnej (lewej) znajduje się barokowy ołtarz pw. św. Stanisława (zamykający lewą nawę boczną) z drugiej połowy XVII wieku z rzeźbioną sceną Wskrzeszenia Piotrowina. Wmontowana jest tu gotycka mensa z ok. 1400 z płaskorzeźbną dekoracją.
Drugi barokowy ołtarz, wykonany został w 1725 przez architekta krakowskiego Kacpra Bażankę. W nim znajduje się obraz Zwiastowanie, namalowany w 1740 przez Giovanni Battistę Pittoniego. Na bramce balustrady widnieje dekoracyjny herb Polski.
Naprzeciwko ołtarza znajduje się nagrobek rodziny Celarich, wykonany w 1616 roku. We wnękach ustawiono popiersia fundatorów: Pawła Celariego i jego żony Małgorzaty z Chodorowskiej oraz Andrzeja Celariego z żoną Małgorzatą z Mączyńskich. Na szczycie rzeźby alegoryczne symbolizują Wiarę i Nadzieję.

#### Nawa południowa

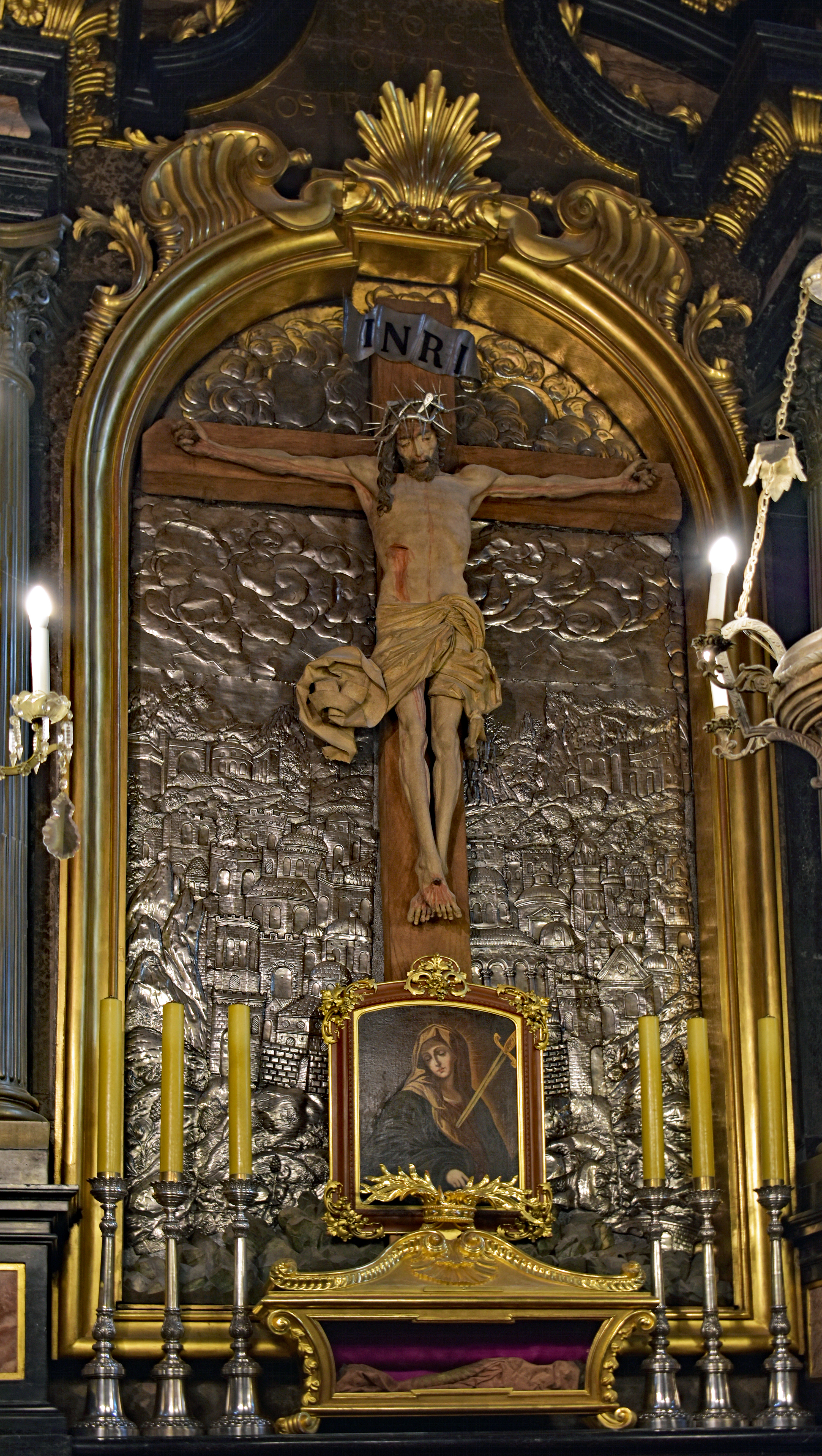
Krucyfiks Wita Stwosza

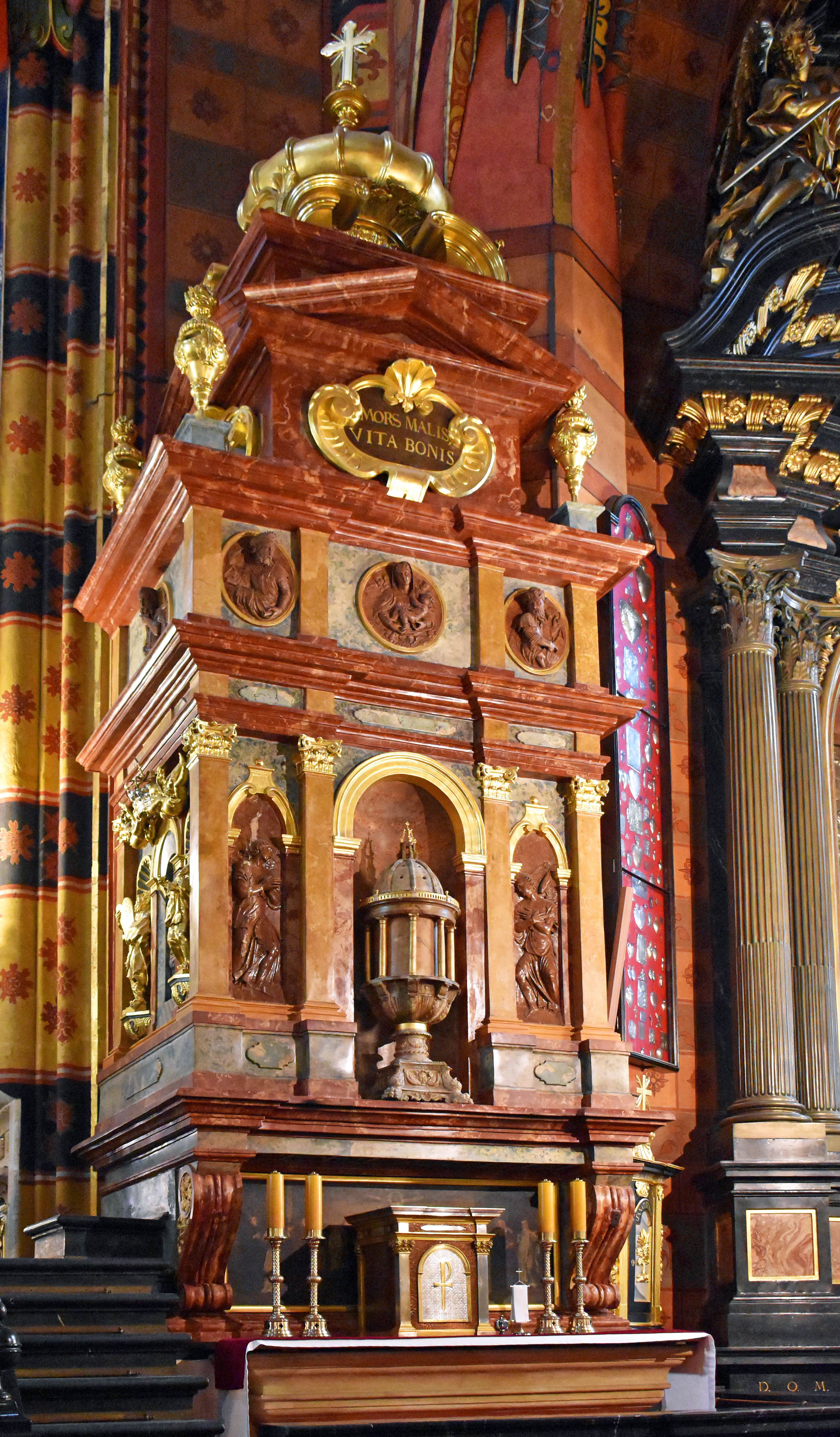
Cyborium

Po południowej (prawej) stronie znajduje się późnobarokowy ołtarz (zamykający prawą nawę boczną) z 1735, w którym jest kamienny krucyfiks, będący dziełem Wita Stwosza. Sam krucyfiks powstał na przełomie lat 80. i 90. XV wieku na zlecenie królewskiego mincerza Jana Olbrachta – Henryka Slackera. Wizerunek Chrystusa charakteryzuje się naturalizmem i doloryzmem. Artysta silnie podkreślił cierpienie męczeńskiej śmierci, lecz także jej zbawczy, triumfalny aspekt. Jezus ma otwarte oczy skierowane ku osobie modlącej się, co może poświadczać dewocyjny charakter tego dzieła. Tło krzyża stanowi srebrna blacha z widokiem Jerozolimy, wykonana w 1723 przez Józefa Ceyplera.
Pozostałe wyposażenie
Obok ołtarza znajduje się renesansowe cyborium, zaprojektowane w 1552 przez włoskiego rzeźbiarza i architekta Jana Marię Padovano, ufundowane przez krakowskich złotników Andrzeja Mastelli i Jerzego Pipana. Bogato rozbudowana architektonicznie, budowla wykonana jest z kamienia piaskowego z dodatkiem wielobarwnych marmurów. Od naw oddzielają cyborium tralkowa balustrada i ażurowe bramki, odlane w brązie w 1595 przez Michała Otto, który ozdobił je herbami Polski i Litwy. Jest tu również chórek z zabytkowymi organami.
Naprzeciwko cyborium znajduje się nagrobek rodziny Montelupich (Wilczogórskich), którego pochodzenie należy wiązać z warsztatem postgucciowskim (1600–1603). W środkowej części nagrobka znajdują się rzeźbione w marmurze popiersia fundatorów: Sebastiana Montelupiego i jego żony Urszuli z Bazów oraz Walerego Montelupiego wraz z żoną Heleną z Moreckich. W zwieńczeniu umieszczono kartusze herbowe i alegoryczne postacie: Męstwa, Wstrzemięźliwości oraz Roztropności.

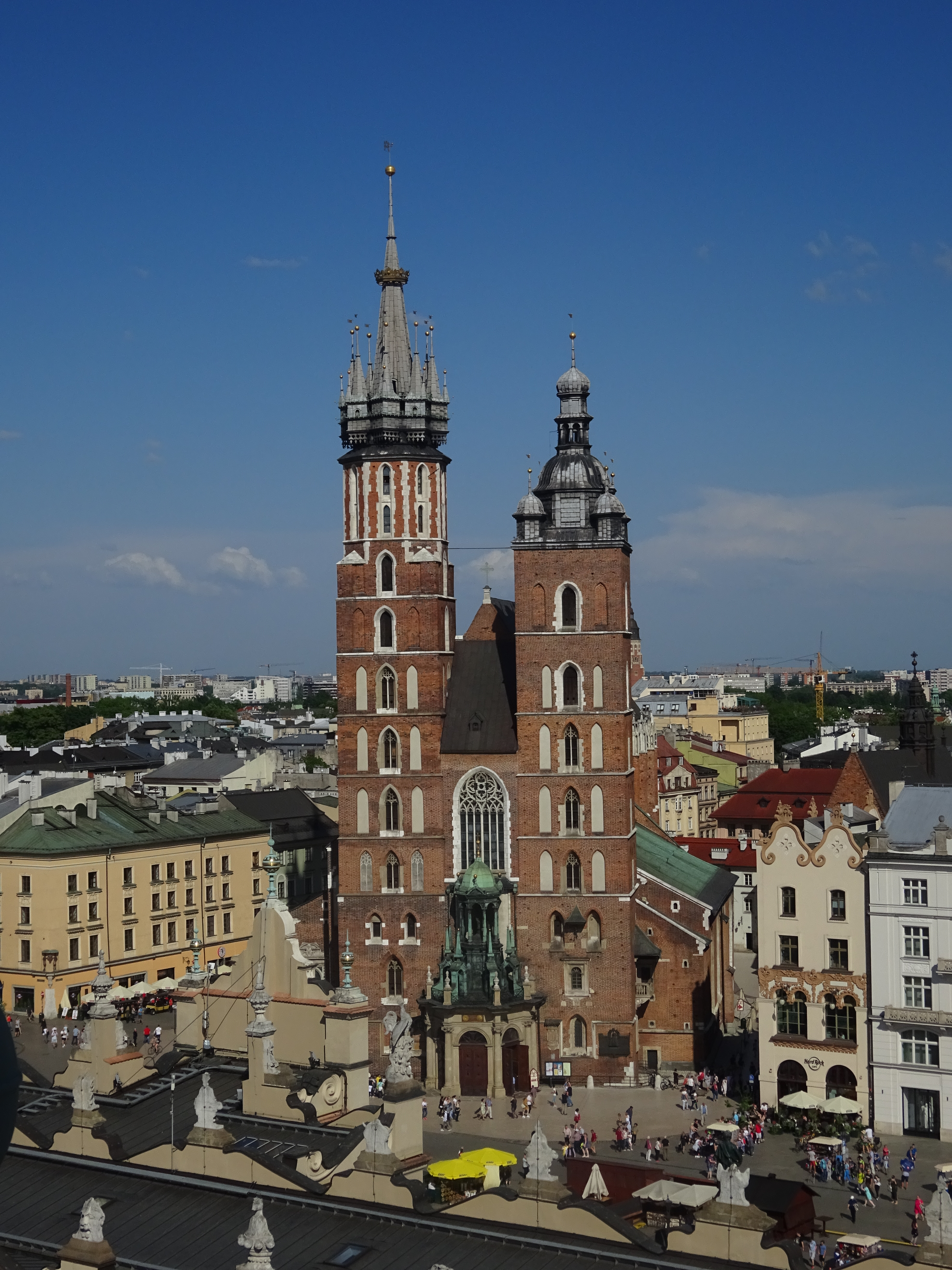
Widok na kościół z Wieży ratuszowej

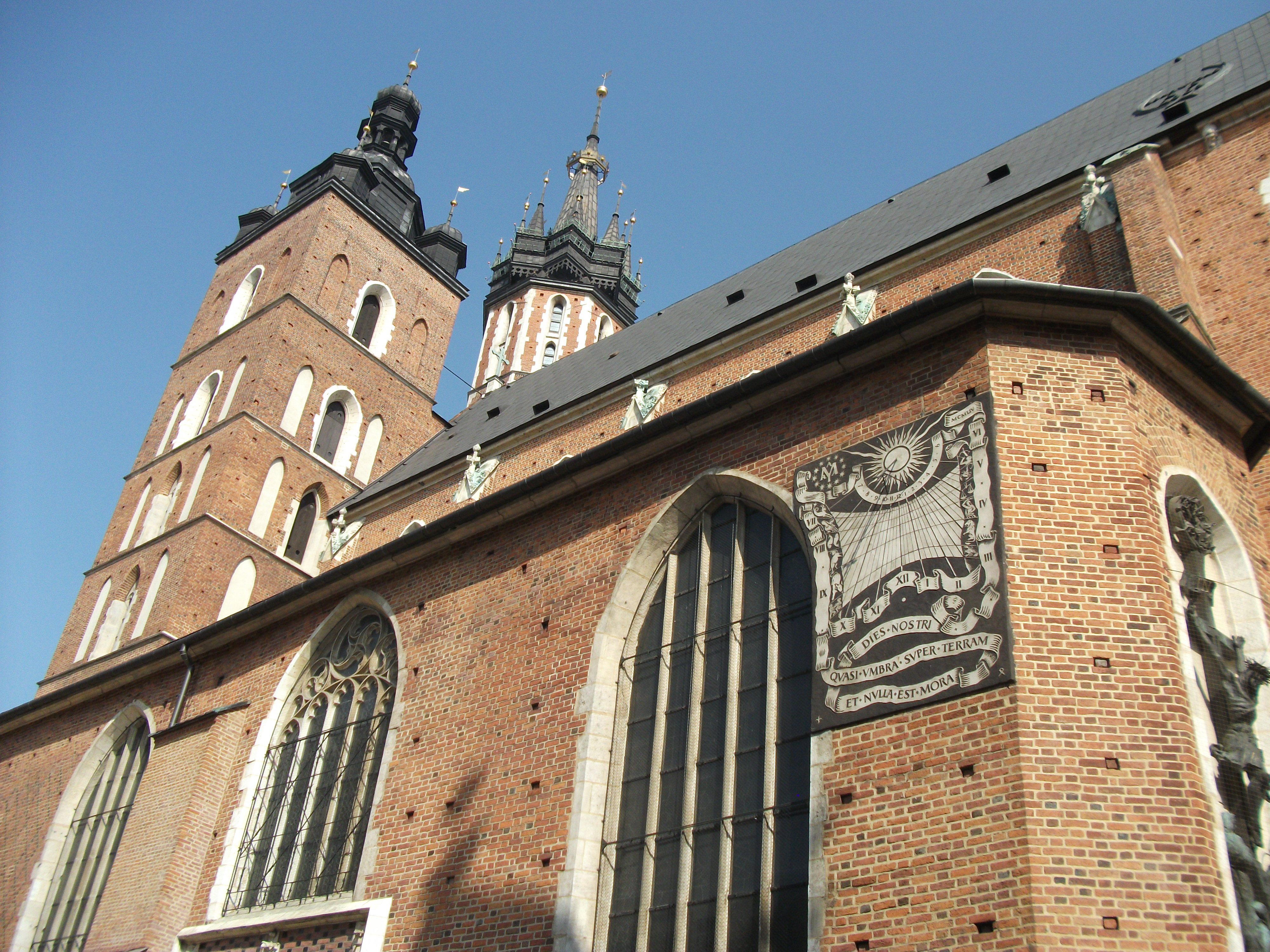
Kościół od strony południowej; na elewacji widoczny zegar słoneczny

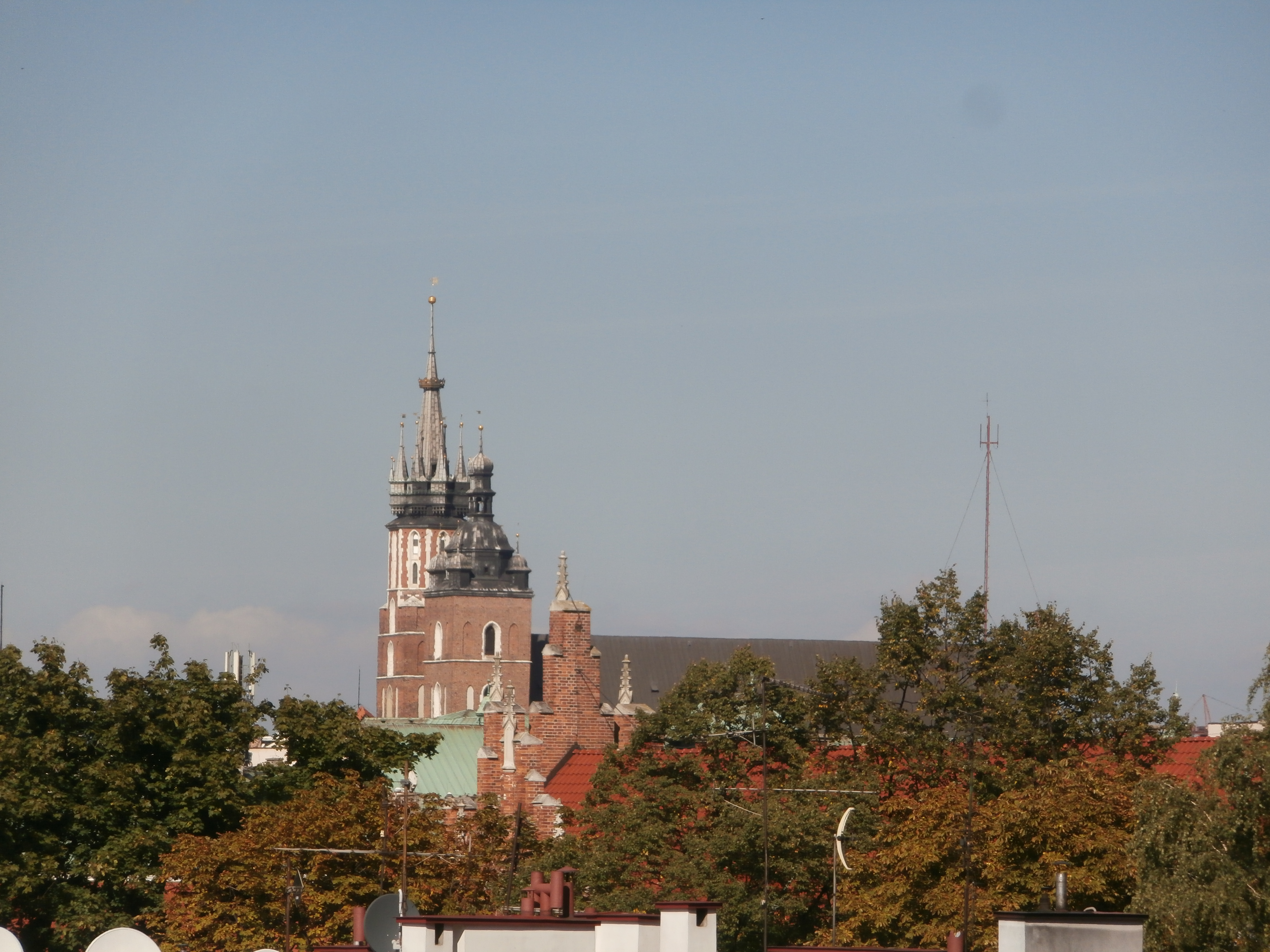
Widok na kościół Mariacki z Wawelu

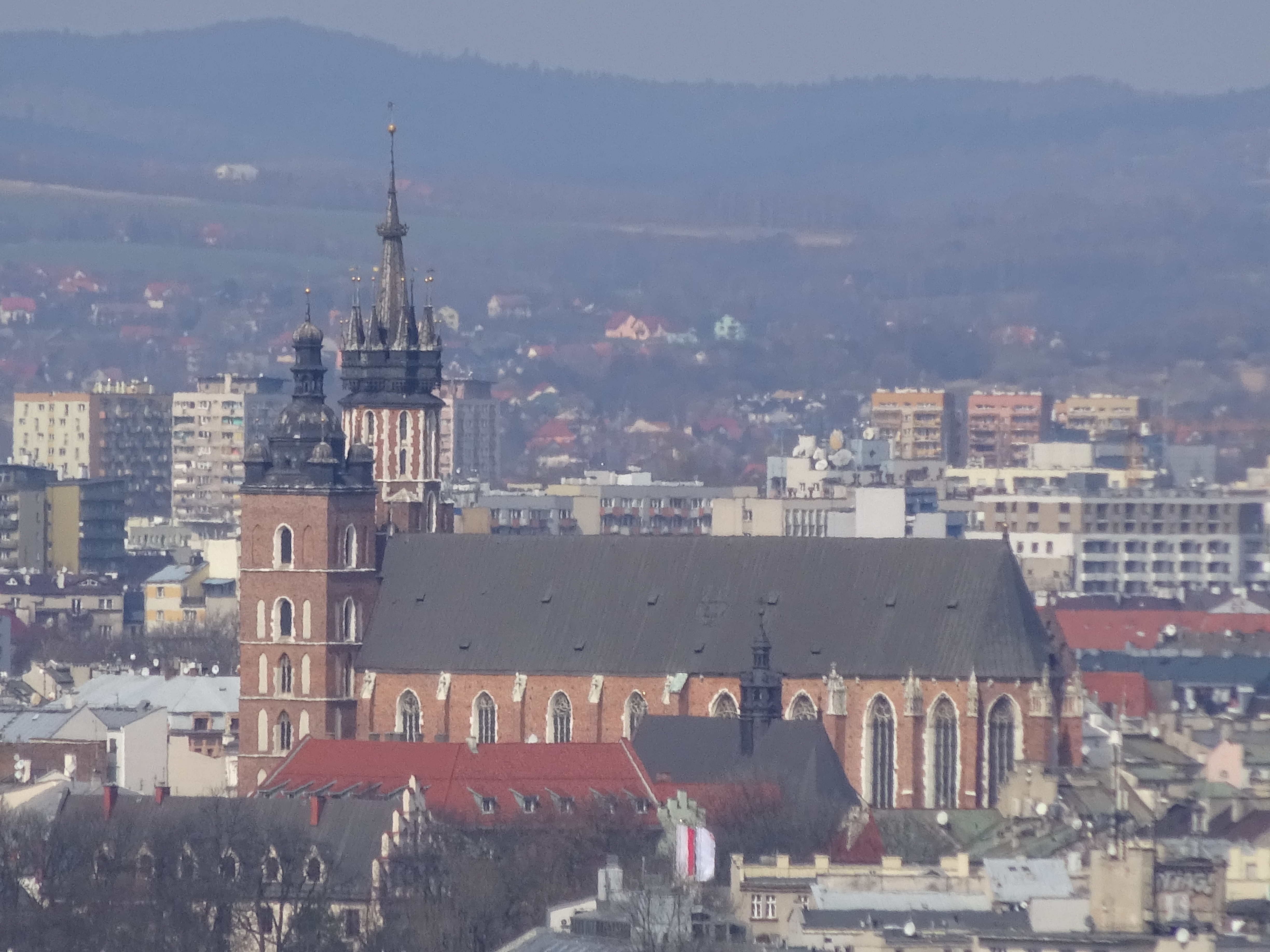
Widok na kościół Mariacki z Kopca Kraka

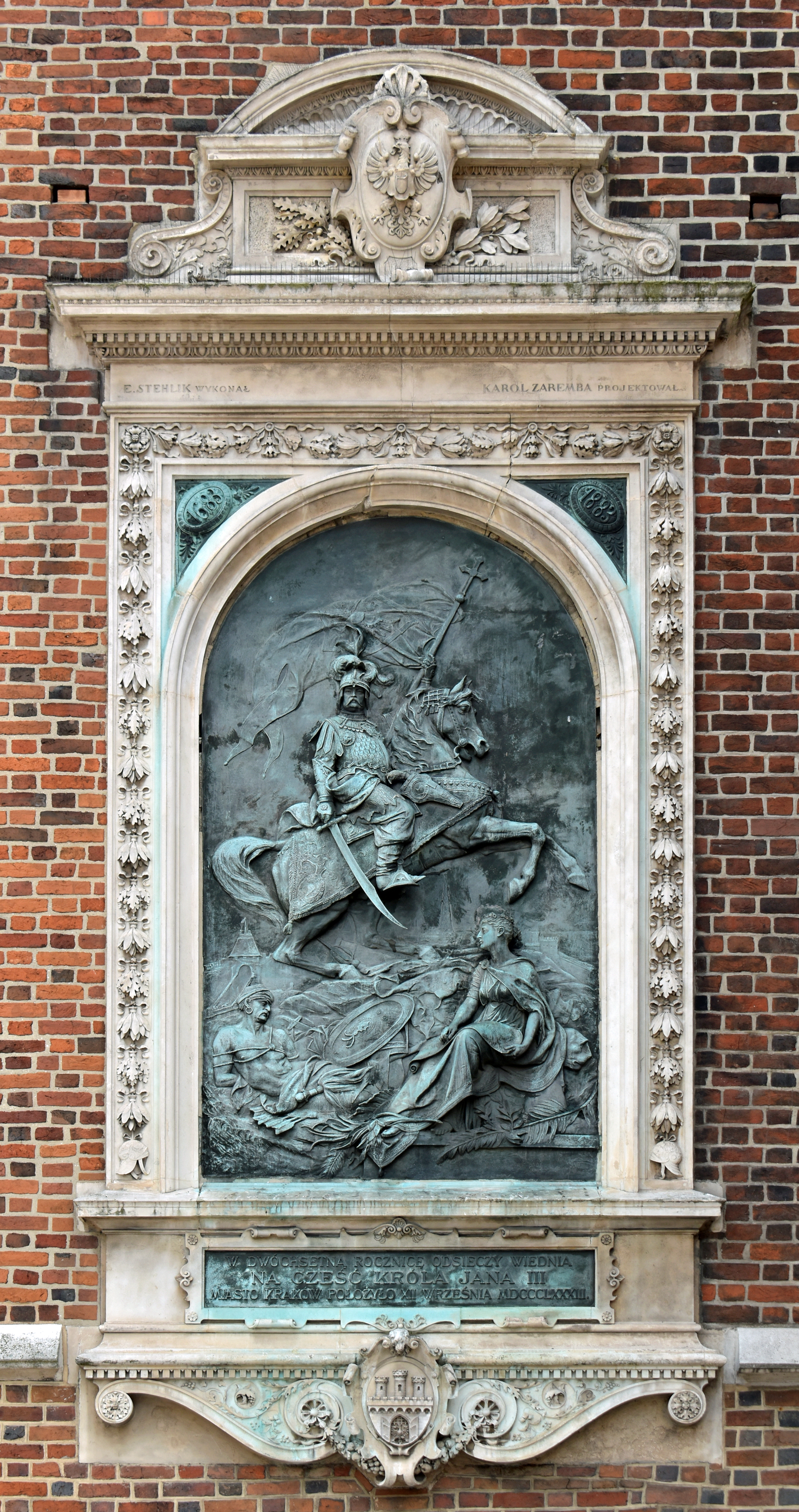
Tablica upamiętniająca króla Jana III Sobieskiego i 200 rocznicę odsieczy wiedeńskiej. Płaskorzeźba Piusa Welońskiego, obramowanie według projektu Karola Zaremby wykonał Edward Stehlik. (1883)

### Kaplice

#### Nawa północna (lewa)
Kaplica św. Antoniego
Dawniej pod wezwaniem św. Stanisława i Sądu Bożego, zwana także Kaplicą Złoczyńców. Tutaj przygotowywano całą noc przestępców skazanych na śmierć, których rankiem wyprowadzano w asyście duchownych na miejsce kaźni. Barokowy ołtarz pochodzi z lat 1741–1742; w kaplicy pochowano ks. Szymona Białogórskiego.
Kaplica Loretańska
Wzniesiona pod koniec XVI wieku z fundacji ks. Pawła z Zatora. Mieści się w niej ołtarz z 2 poł. XVIII wieku wykonany według projektu Franciszka Placidiego z XVI-wiecznym obrazem Madonny z Dzieciątkiem; obraz ubrany jest w srebrną sukienkę z 4 ćwierci XVII wieku. Na ścianach znajdują się epitafia osób z rodu Szembeków.
Kaplica św. Jana Chrzciciela
Wzniesiona została w 1446. Od XVI wieku pozostawała pod opieką możnego rodu Bonerów. Znajdują się tam płyty nagrobne Seweryna Bonera i jego żony Zofii z Betmanów wykonane w warsztacie Piotra Vischera (prawdopodobnie według projektu Stanisława Samostrzelnika i Piotra Flötnera). Reszta wyposażenia, m.in. nagrobek Krzysztofa Kochanowskiego – starosty małogoskiego, pochodzi z późnego baroku. Ściany zdobi polichromia pędzla Józefa Mehoffera z 1932.
Kaplica św. Wawrzyńca (Mazarakich)
Zbudowana w latach 1423–1441, ufundowana przez Marka Noldenfessera (rajcę krakowskiego). Wyposażenie barokowe z XVIII wieku. Polichromię ścian wykonał Jan Bukowski.
Kaplica św. Michała Archanioła
Ulokowana jest na piętrze nad kruchtą. Powstała w 1443 staraniem Jana Baomgarta; opiekowali się nią kuśnierze. Ołtarz z wizerunkiem Matki Boskiej Różańcowej pochodzi z poł. XVII wieku. Na ścianach polichromia autorstwa Jana Bukowskiego z początku XX wieku.
Kaplica Przemienienia Pańskiego
Ufundowana w 1439 roku przez mieszczanina Jerzego Szwarcza. W kaplicy uwagę zwraca barokowy ołtarz z roku 1747, projektu Franciszka Placidiego. W nim została zastosowana złudzeniowa perspektywa panoramicznie wykonanych skał, do których prowadzą schodki po obu stronach ołtarza. Po prawej stronie epitafium gen. Henryka Ignacego Kamieńskiego poległego w bitwie pod Ostrołęką. Polichromia jest dziełem Jana Bukowskiego.

#### Nawa południowa (prawa)
Kaplica Matki Boskiej Częstochowskiej
Wcześniej pod wezwaniem św. Aleksego. Zbudowana została w XV wieku i z tego też czasu pochodzi rzeźba Chrystusa, umieszczona w ołtarzu bocznym. W ołtarzu głównym znajduje się kopia obrazu jasnogórskiego z 1638 roku, jednak według legendy została ona namalowana na podstawie oryginału, który został poddany konserwacji w Krakowie dwa wieki wcześniej. Obraz ten został ukoronowany papieskimi koronami 15 grudnia 1968 roku przez kard. Stefana Wyszyńskiego. Z prawej strony znajduje się spiżowa płyta Erazma Danigiela.
Kaplica św. Łazarza;
Wcześniej pod wezwaniem Matki Boskiej Śnieżnej. Ufundowana ok. 1435 przez Jadwigę z Kuńczów Sebastianową. Barokowy ołtarz z obrazem Wskrzeszenie Łazarza oraz krucyfiks z XVIII wieku.
Kaplica św. Walentego
Zwana także Matki Boskiej Ostrobramskiej. Wzniesiona w 1443 z fundacji Jana Dolnicza. Z tego też roku pochodzi epitafium nagrobne Jana Sebenwirta, najstarsza ze znajdujących się tego typu płyt w kościele Mariackim. W późnobarokowym, murowanym ołtarzu, kopia obrazu Matki Boskiej Ostrobramskiej pędzla Rafała Hadziewicza (pierwsza połowa XIX wieku). Obok okazały pomnik nagrobny Marcina Leśnowolskiego. Polichromię według projektu Stanisława Wyspiańskiego wykonał w 1898 Antoni Tuch.
Kaplica Aniołów Stróżów (Pernusowska, Męki Pańskiej)
Ulokowana na piętrze nad kruchtą. Znajduje się w niej wykonany prawdopodobnie przez Stanisława Stwosza tryptyk z legendą św. Stanisława.
Kaplica św. Jana Nepomucena
Została wzniesiona w 1435 przez Franciszka Wiechonia z Kleparza. W podziemiach znajdują się groby donatorów kościoła książąt: oświęcimskich, raciborskich, zatorskich oraz Piastów śląskich. Polichromia ścian jest dziełem Jana Bukowskiego i Włodzimierza Tetmajera i przedstawia historię chrześcijaństwa na ziemiach Słowian. W kaplicy stoi klasycystyczny nagrobek starosty zatorskiego Piotra Dunina (zm. 1788) i jego żony Zofii z Małachowskich (zm. 1794), wykonany według projektu architekta Szczepana Humberta.

### Zakrystia
Zakrystia, wzniesiona w XV wieku, nakrywa sklepienie kolebkowe z lunetami, ozdobione XVIII-wieczną polichromią barokową, pędzla Piotra Franciszka Molitora. Przedstawia ona zwycięstwo wiary chrześcijańskiej. Dekoracja malarska ścian pochodzi z XIX wieku. Wypełniają ją symbole siedmiu sakramentów oraz postacie ojców kościoła, świętych i błogosławionych. Portal barokowy pochodzi z XVII wieku. Wyposażenie głównie barokowe.

### Skarbiec
Skarbiec kościelny, renesansowy, zbudowany w XVI wieku. Znajdują się tu szafy, komody i ołtarz z ostatniej ćwierci XVII wieku. W skarbcu przechowywane są bogato zdobione naczynia liturgiczne, monstrancje, relikwiarze, kielichy, pateny, puszki, stanowiące arcydzieła złotnictwa europejskiego od XIV do XVIII wieku. Z tego też okresu pochodzi zbiór krzyży ołtarzowych, lichtarzy, kandelabrów oraz innych precjozów kościelnych. Bezcenną wartość posiada kolekcja szat liturgicznych, które odznaczają się bogactwem zdobnictwa, techniką dekoracji, różnorodnością materiału oraz form. Prezentują one rozwój szat liturgicznych od gotyckich do klasycystycznych. Niektóre okazy ze skarbca można podziwiać w Muzeum Archidiecezjalnym w Krakowie.

## Organy
Kościół Mariacki posiadał organy już pod koniec XIV wieku. Pierwsza wzmianka na temat organów pochodzi z 1399 roku.
Obecne organy główne są efektem licznych przebudów instrumentu wykonanego w 1800 przez krakowskiego organmistrza Ignacego Ziernickiego.
W 1908 gruntownej przebudowy instrumentu w duchu romantycznym dokonała firma Aleksandra Żebrowskiego, działająca najpierw we Lwowie, a później również w Krakowie. Nowy instrument, liczący 46 głosów rozdysponowanych pomiędzy 3 manuały i pedał, był z pewnością największym i najnowocześniejszym instrumentem nie tylko w Krakowie, ale w całej ówczesnej Galicji.
W latach 1952–1973 organy główne stopniowo rozbudowywano, modyfikując przy tym trakturę i łącząc je z organami w prezbiterium i nawie południowej (ostatecznie główny kontuar posiadał 4 manuały i 92 głosy, wliczając w to organy w prezbiterium i nawie południowej).
W latach 1987–1989 usunięto większą część organów Żebrowskiego i wybudowano częściowo nowy instrument, przywracając pierwotnie mechaniczną trakturę gry. Pracami kierował prof. Jan Jargoń, a wykonała je firma organmistrzowska Włodzimierza Truszczyńskiego z Warszawy. Od tego momentu instrument posiada 56 głosów, 3 manuały i pedał oraz połączenie z organami w prezbiterium.
Obecne organy główne niewiele przejęły z romantycznego brzmienia, a wykonywanie na nich muzyki barokowej i współczesnej jest dość problematyczne. Dobudowano także nowy pozytyw balustradowy, łamiąc przy tym stylistyczną jedność zachodniego chóru muzycznego. To efekty ostatniej, w dużej mierze nieudanej przebudowy, która do dziś wywołuje liczne kontrowersje.
Oprócz organów głównych w bazylice znajdują się jeszcze dwa interesujące instrumenty o typowo romantycznej stylistyce brzmieniowej:
- organy Kazimierza Żebrowskiego w prezbiterium (12 głosów, z 1912),
- organy Tomasza Falla w nawie południowej (7 głosów, z 1898).

W maju 2015 roku Archidiecezjalna Komisja Muzyki Kościelnej oceniła stan organów w bazylice. Zdecydowano o przeprowadzeniu gruntownego remontu wszystkich instrumentów. Konkurs wygrała firma Rieger Orgelbau. 15 grudnia 2018 roku zostały oddane do użytku oraz poświęcone przez arcybiskupa Marka Jędraszewskiego wyremontowane organy w prezbiterium. Podczas prac powiększono instrument o 2 głosy, rozdzielono dyspozycję na 2 manuały, odnowiono szafę organową, stół gry, miech, piszczałki oraz wszystkie uszkodzone elementy.
Firma Rieger jest również odpowiedzialna za budowę nowych organów w nawie głównej. Według projektu nowy instrument będzie posiadać 62 głosy, rozdzielone na 4 manuały i pedał. 7 zabytkowych głosów ma pochodzić ze starego instrumentu. Budowa ma zakończyć się w 2021 roku. Do głównych organów ma zostać podłączony instrument w prezbiterium.

## Dzwony
Na kondygnacjach niższej wieży znajduje się pięć dzwonów liturgicznych, które stanowią jeden z największych i najstarszych zespołów dzwonów średniowiecznych w Polsce:
|   | Nazwa                          | Ton uderzeniowy | Rok odlania | Odlewnia                                      | Waga (kg) | Średnica (cm) |
| - | ------------------------------ | --------------- | ----------- | --------------------------------------------- | --------- | ------------- |
| 1 | Campana Antiqua (Mieszczański) | a1              | 1320        | nieznany*                                     | ~950 kg   | 108 cm        |
| 2 | Misjonał                       | f1              | 1387        | Jan Weygel, Nowa Wieś Spiska                  | ~1800 kg  | 134 cm        |
| 3 | Tenebrat                       | c1              | 1388        | Jan Weygel, Nowa Wieś Spiska                  | ~4100 kg  | 175 cm        |
| 4 | Półzygmunt                     | cis1            | 1438        | Jan Freudental                                | ~4800 kg  | 180 cm        |
| 5 | Józef z Nazaretu               | g1              | 2019        | Odlewnia dzwonów Jana Felczyńskiego, Przemyśl | ~700 kg   | 103 cm        |

Dzwonią one w następujących porach:
- Półzygmunt – codziennie o 21:05 oraz w piątki o 15.04,
- Tenebrat – niedziele i święta o 9:50,
- Misjonał – codziennie o 18:25,
- Mieszczański – codziennie o 7:55,
- Józef z Nazaretu – codziennie o 12:04.

Od strony rynku zawieszono na murze dzwonnicy na wysokości 14 metrów dzwonek za konających. Odlano go w 1736 roku we wrocławskiej ludwisarni Kacpra Koerbera, fundatorem był ówczesny krakowski ławnik Krystian Jeingling. Dzwonek ma 22 cm średnicy, waży 7,5 kg, posiada ton uderzeniowy ais³. W latarni hełmu wieży zawieszono również gong zegarowy. Odlany został w 1564 roku przez ludwisarza Andrzeja. Ma średnicę 140 cm, waży ok. 1700 kg, jego ton uderzeniowy to cis². Bije on co 15 minut od 6.00 do 22.00. Drugi gong zawieszony jest we wnętrzu dolnej części iglicy hełmu hejnalicy. Pochodzi z 1530 roku, fundatorem był krakowski magistrat. Ma 165 cm średnicy, waży 3500 kg. Jego ton uderzeniowy to d1. Dzwoni co pełną godzinę.

## Upamiętnienia
22 maja 2020 roku Narodowy Bank Polski wprowadził do obiegu dwie monety: srebrną kolekcjonerską o nominale 50 złotych, oraz okolicznościową pięciozłotówkę z serii „Odkryj Polskę” przedstawiającą kościół Mariacki.